# Guarda compartilhada
A guarda compartilhada (português brasileiro) ou guarda partilhada (português europeu) é instituto do Direito de família que propõe o compartilhamento equânime entre os pais separados (ou que nunca foram casados ou companheiros) da convivência e de todas as responsabilidades relacionadas à vida do menor. Desta forma, ambos são considerados co-guardiães da criança, em contraposição à guarda unilateral, que delega claramente o papel de guardião para apenas um dos pais e concede ao outro o mero direito de visitação. Importante ressaltar que, ao menos para a legislação brasileira, a guarda compartilhada não deve ser confundida com a guarda alternada, conceito equivocado empregado por alguns juízes para obstaculizar o sistema de guarda compartilhada.
No Brasil desde junho de 2008, a Lei 11.698/2008 instituiu a Guarda Compartilhada determinando explicitamente que esta deva ser a modalidade preferencial de guarda a ser aplicada pelo judiciário, inclusive como forma de se evitar a Alienação Parental (AP) e, por consequente, a Síndrome da Alienação Parental (SAP). O compartilhamento de que trata a guarda compartilhada brasileira, refere-se aos direitos e deveres em um sistema de revezamento de residências para com a criança - condição imposta judicialmente aos pais em conflito.
Infelizmente, ainda pela falta de um padrão previamente estipulado e aceito entre os pais (como nos sistema de visitas da guarda unilateral) boa parte dos magistrados brasileiros resolveu, por conta própria e contrariando o texto legal, concluir que a aplicação da Guarda Compartilhada apenas é possível nos casos onde houver consenso entre os pais.
Também em Portugal a "guarda conjunta", denominada actualmente "exercício conjunto das responsabilidades parentais", é agora a regra no que respeita aos actos de particular importância para a vida do menor desde a entrada em vigor da Lei n.º 61/2008, de 31 de Outubro.